# Вустер Сити
«Вустер Сити» (англ. Worcester City Football Club) — английский футбольный клуб из Вустера, город выделенный в отдельный район со статусом «сити», в центре церемониального и неметропольного графства Вустершир. Играет на стадионе «Сент Джорджз Лейн», на данный момент команда выступает в Дивизионе 1 Футбольной лиги Мидленда.

## История
Клуб был основан 9 Сентября 1902 после ликвидации другой местной команды, «Бервик Рейнджерс».
В 1959 году «Вустер» выиграл у «Ливерпуля» в Кубке Англии со счетом 2-1, но позже «Вустер Сити» вылетел в 4-том раунде. Тогда они играли с «Шеффилд Юнайтед», тот матч запомнился наибольшей посещаемостью на «Сент Джорджз Лейн» — 17 062 человека.
Ричард Драйден был назначен менеджером в ноябре 2007 года после ухода Энди Приса в октябре 2007.

## Рекорды
- Наибольшая победа: 18-1 против «Билстон», Бирмингемская лига, 21 ноября 1931
- Наибольшее поражение: 0-10 против «Веллингтон Таун», Бирмингемская лига, 29 августа 1920
- Наибольшая посещаемость: 17,042 против «Шефилд Юнайтед», Кубок Англии, 24 января 1959
- Наибольшая покупка: £27,500 за Джона Бартона (John Barton) из «Эвертон», 1979
- Наибольшая продажа: £10,000 за Джай Стенли (Jai Stanley) в «Солихалл Мурс», 2003
- Наибольшее количество голов за клуб: Джон Инглис (John Inglis) (189, 1970-77)
- Наибольшее количество матчей за клуб: Бобби МакЭван (Bobby McEwan) (596, 1959-75)
- Самый молодой бомбардир: Сэм Уэджбери (Sam Wedgbury). Ему было 16 когда он играл в клубе, 2005